# Canalul Bega
Canalul Bega (în maghiară Béga-csatorna) este un canal navigabil din România și Serbia. Are o lungime de 114 km și se întinde între Timișoara și orașul sârbesc Titel. Din totalul lungimii, 44 km sunt pe teritoriul României, iar restul de 70 km pe teritoriul Serbiei.

## Istoric
Istoria Canalului Bega începe în anul 1728 când contele Claudius Mercy dispune săparea unui canal care să contribuie la asanarea terenurilor inundabile din jurul Timișoarei. Atunci începe canalizarea râului Bega (Begheului) în amonte de Timișoara, până la Făget. Patru ani mai târziu, în 1732, pe noul canal circulă primul vas până la Pancevo. Între 1735 - 1754 se construiește o nouă variantă, mai la sud, între Timișoara și Klekk. Vechiul canal este abandonat din cauza pragurilor de nisip care-l făceau impracticabil, mai ales pe timp de vară, când nivelul apei era scăzut. Noul traseu este mult mai drept și favorabil navigației, însă depinde mult de nivelul apei al cărei debit oscilează pe parcursul unui an. 
Lucrările începute de Mercy sunt continuate și de inginerul Maximilian Fremaut. Acesta continuă canalizarea intervenind cu diguri pentru regularizarea cursului Begheului. Ca urmare, Timișoara beneficiază enorm de reducerea riscului de inundații dar mai ales de uscarea mlaștinilor din împrejurimi. În 1744 este dat un ordin imperial prin care toate comunele riverane canalului Bega sunt obligate sa întrețină malurile și digurile, și să ajute la regularizarea canalului.
În 1752 este menționat Portul Timișoara în cartierul Iosefin. Cantitatea de mărfuri transportata pe Bega era de 20.000 tone. Un an mai târziu, au loc primele inundații catastrofale din istoria Banatului. Din acest motiv, se construiește un nou canal, lung de 30 km, între Itebej și Jancov Most. În 1756 este întocmită prima reglementare a navigației și comerțului pe Bega. În 1758 Fremaut începe construcția în amonte de Timișoara a unui nod hidrotehnic la Coștei pe râul Timiș. Nodul permite transferul de debit între Timiș și Bega în funcție de necesități. Astfel se rezolvă problema debitului pe canalul Bega, dar se și îmbunătățește gospodărirea apelor într-o zonă cunoscută istoric pentru terenurile mlăștinoase și inundațiile frecvente. 

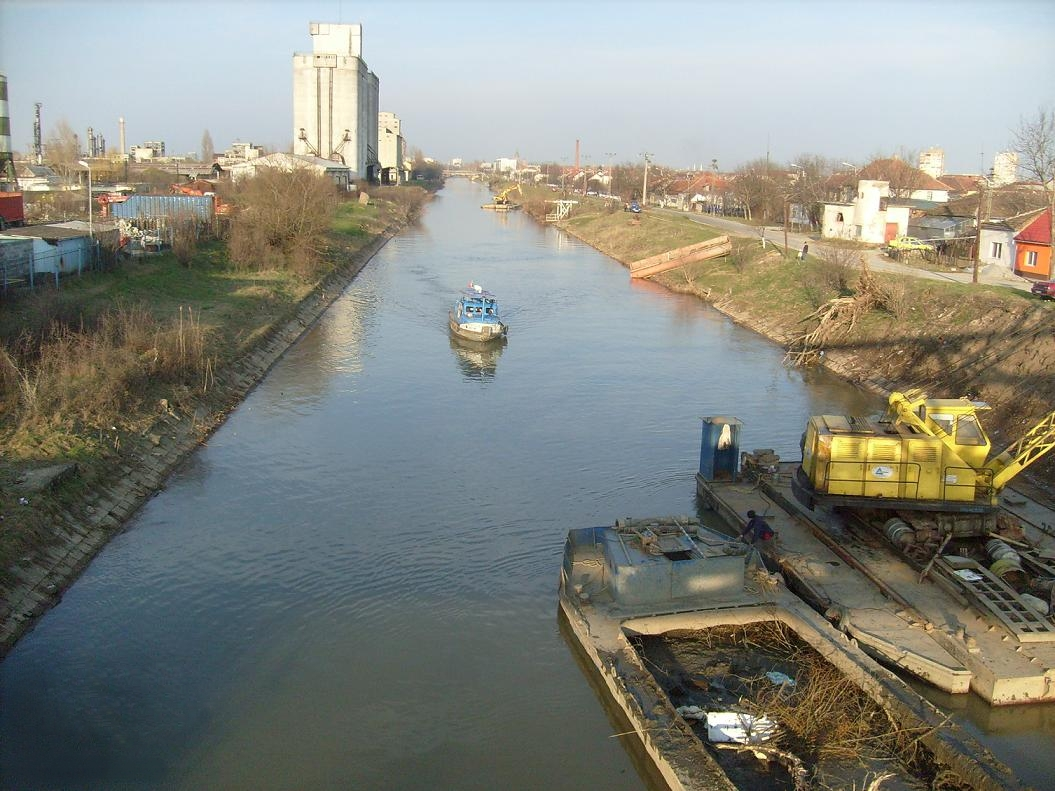
Canalul Bega văzut de pe Podul Modoș în amonte spre Timișoara

În 1775 se înființează Oficiul de Navigație din Timișoara. O nouă serie de inundații lovește Banatul în 1859. 500.000 de iugăre de teren arabil și zeci de sate sunt acoperite de ape. Viitura de pe Canalul Bega a avut un debit de 455 mc, canalul fiind proiectat la un debit maxim de 85 mc. În 1869 se fac primele curse de pasageri. Timișoara devine astfel primul oraș de pe teritoriul actual al României care utilizează acest mijloc de transport în comun. Banatul este lovit din nou de inundații în 1886. După aceste inundații, digurile de pe Timiș și Bega sunt înălțate cu un metru. Un an mai târziu, o nouă serie de inundații se abate asupra Banatului. Digurile construite anterior sunt rupte. Între 1900 - 1916 se construiește sistemul de ecluze de pe Canalul Bega. Ca urmare a acestui fapt, navigația crește considerabil. 
La 3 mai 1910 este pusă în funcțiune Centrala hidroelectrică din cartierul Fabric din Timișoara. Aceasta utilizează energia apelor Canalului Bega pentru producerea de curent electric. Este una dintre cele mai vechi hidrocentrale din România. În 1912 o serie de inundații lovesc din nou Banatul. Printre localitățile afectate se numără Cebza, Macedonia și Petroman. Tot în acest an, în Portul Timișoara sunt încărcate 415.000 chintale marfă, dintre care 310.000 de chintale reprezintă grâu și făină, și descărcate circa 200.000 chintale de marfă. În 1917 pe canalul Bega sunt înregistrare 563 ambarcațiuni comerciale, care navighează timp de 305 zile pe an. În anul 1937 se înființează Oficiul de port Otelec. 
Între anii 1937 - 1938 volumul de mărfuri transportate ajunge la un maxim de 250.000 tone/an.

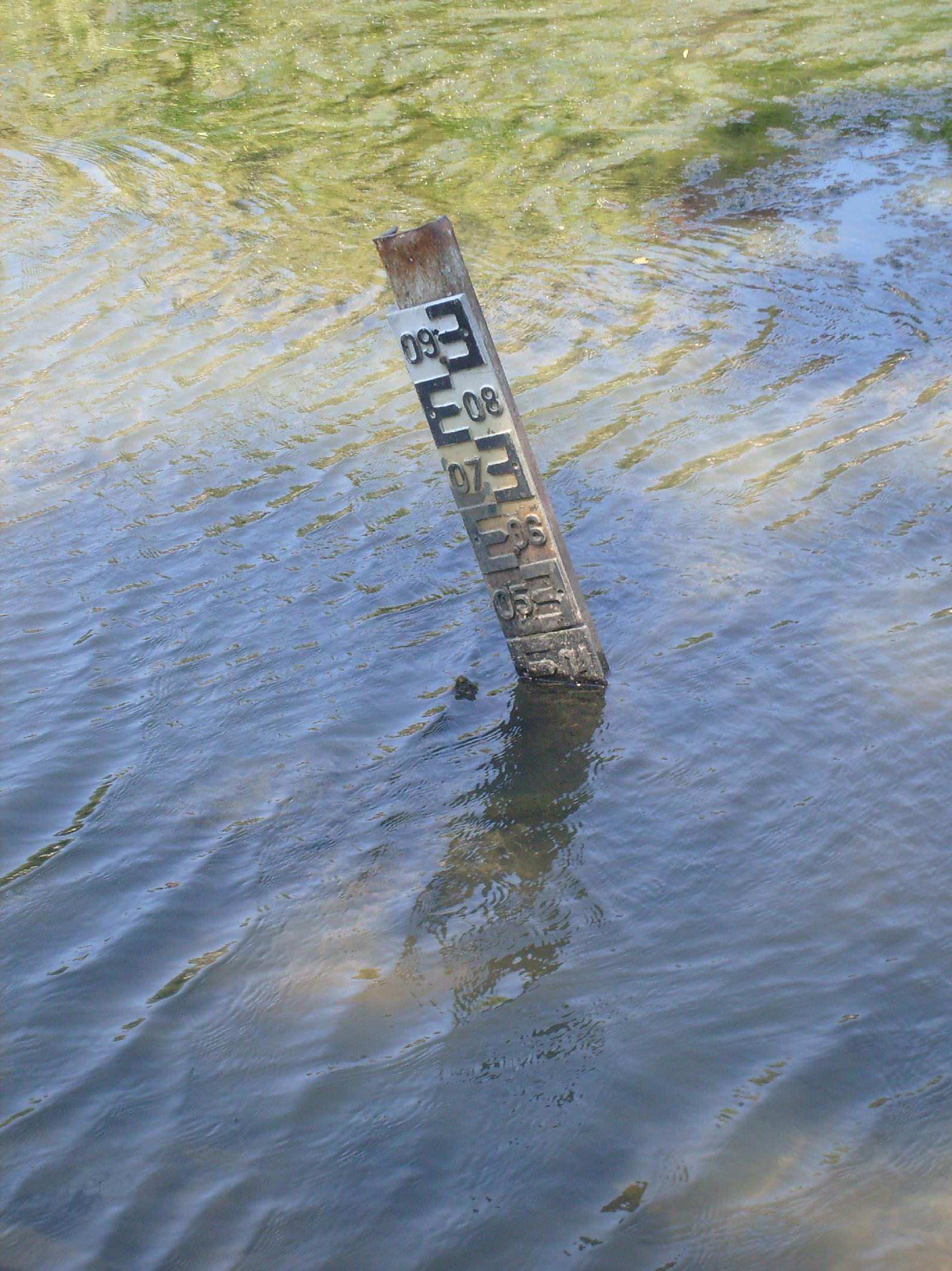
Miră hidrometrică în Portul Timișoara

Transportul de pasageri pe Bega cunoaște un vârf de circa 500.000 pasageri în anul 1944. În 1945 sunt scoase din albia canalului podurile din Timișoara și Otelec, distruse de bombardamentele din timpul celui de-al Doilea Război Mondial. Traficul suferă grav din cauza celui de-al doilea război mondial iar în 1958 transportul de mărfuri încetează. În 1967 sunt retrase și navele de pasageri. Totuși, în registrele Căpităniei Portului Timișoara din anul 1986 sunt înmatriculate 20 de vase funcționale pe Canalul Bega. Redeschiderea canalului revine în discuție imediat după 1990 însă autoritățile nu dispun de fondurile necesare pentru dragarea canalului și redeschiderea navigației. În anul 2005, au loc inundații catastrofale în întreg bazinul hidrografic Timiș - Bega. La sfârșitul anului 2008, încep lucrările de dragare și ecologizare a Canalului Bega.

## Ecluze
Sistemul de ecluze a fost construit între anii 1900 - 1916, pentru ca navigația să se poată desfășura în bune condiții pe întreg parcursul anului. Pe Canalul Bega sunt un număr de 6 ecluze, 2 pe teritoriul României și 4 în Serbia. Dintre acestea, două au fost scoase din uz, iar una este nefuncțională. În afară de ecluza de la Klek, toate celelalte au o singură cameră. Lungimea maximă a ecluzelor este de 70 m, lățimea de 10 m, iar pescajul diferă în funcție de ecluze. Cele din România au un pescaj de 1,5 m.

| Nr. Crt. | Numele ecluzei         | Localizare                                      | Țara    | Observații                                                                                    |
| -------- | ---------------------- | ----------------------------------------------- | ------- | --------------------------------------------------------------------------------------------- |
| 1.       | Ecluza Sânmihaiu Român | 45°25′24″N 21°37′45″E / 45.423455°N 21.6291°E   | România | Nefuncțională din anul 1988. În 2010 încep lucrările de modernizare și repunere în funcțiune. |
| 2.       | Ecluza Uivar           | 45°23′34″N 20°33′11″E / 45.392749°N 20.552972°E | România | Este în stare de funcționare.                                                                 |
| 3.       | Ecluza Srpski Itebej   | 45°20′40″N 20°27′08″E / 45.344454°N 20.452136°E | Serbia  | A fost scoasă din uz.                                                                         |
| 4.       | Ecluza Klek            | 45°15′46″N 20°16′24″E / 45.262890°N 20.273273°E | Serbia  | Este în stare de funcționare.                                                                 |
| 5.       | Ecluza Ečka            | 45°10′33″N 20°15′55″E / 45.175831°N 20.265351°E | Serbia  | A fost scoasă din uz.                                                                         |
| 6.       | Ecluza Perlez          | 45°08′43″N 20°14′48″E / 45.145220°N 20.24679°E  | Serbia  | Este în stare de funcționare.                                                                 |

## Porturi

### Portul Timișoara
Portul Timișoara se află pe malul stâng al canalului Bega, pe tronsonul aflat între Podul Muncii și Pasarela Gelu. Distanța malului unde acostau șlepurile este de 450 m. Pe malul drept, undeva la mijlocul acestui tronson se înalță Turnul de apă din Iosefin. Astăzi se mai poate observa pavajul vechi, din piatră cubică, caracteristic începutului de secol XX. Lățimea canalului în acea zonă este de 25 m. 
Pe harta oficială a Timișoarei, elaborată la Budapesta, în anul 1912, în zona portului este menționată Agenția de Navigație pe Dunăre (în maghiară Dunagőzhajózási ügynökség). Cu toate acestea, atestarea documentară a portului datează din 1860. Clădirea Căpitaniei se afla pe locul în care astăzi se găsește Palatul Ancora.

## Poduri
În Timișoara, canalul Bega este traversat de o serie de poduri. Printr-o hotărâre a consiliului local, inițial, la 27 mai 2016, a fost schimbată denumirea a opt dintre ele cu denumiri care sunt în legătură cu numele străzilor în dreptul cărora sunt situate, însă în urma protestelor s-a revenit la numele a două dintre ele, rămânând cu numele schimbat doar șase.
| Nr. Crt. | Nume actual                         | Nume anterior                                 | Leagă strada de pe malul stâng cu cea de pe malul drept                              | Distanță față de U.H.E. Tmișoara | Observații                                                |
| -------- | ----------------------------------- | --------------------------------------------- | ------------------------------------------------------------------------------------ | -------------------------------- | --------------------------------------------------------- |
| 1.       | Podul de Fier Plopi-Crișan          | -                                             | Canalul Bega cu Vălișoara                                                            |                                  | Pod pietonal                                              |
| 2.       | Pasarela de la Uzina Hidroelectrică | Pasarela de la Uzina Hidroelectrică           | -                                                                                    | 0,14 km                          | Pod pietonal                                              |
| 3.       | Podul Andrei Șaguna                 | Podul Mihai Viteazul                          | Andrei Șaguna cu Calea Dorobanților                                                  | 0,52 km                          | Pod rutier + linii de tramvai                             |
| 4.       | Podul Dacilor                       | Podul Dacilor                                 | Dacilor cu Piața Badea Cârțan                                                        | 1,4 km                           | Pod rutier + linii de tramvai                             |
| 5.       | Podul Decebal                       | Podul Decebal                                 | Bd. 3 august 1919 cu Bd. Revoluției din 1989                                         | 2,21 km                          | Pod rutier + linii de tramvai                             |
| 6.       | Pasarela îndrăgostiților            | Pasarela dintre Parcuri / Pasarela Ioan Polen | Pestalozzi cu Parcul Copiilor                                                        | 2,40 km                          | Pod pietonal                                              |
| 7.       | Podul Michelangelo                  | Podul Michelangelo                            | Michelangelo cu Michelangelo                                                         | 3,02 km                          | Pod rutier cu 4 benzi, ultimul pod construit în Timișoara |
| 8.       | Podul Mihai Viteazu                 | Podul Tinereții / Mitropolit Andrei Șaguna    | Bd. Mihai Viteazu cu Bd. Regele Ferdinand I                                          | 3,78 km                          | Pod rutier                                                |
| 9.       | Podul Maria                         | Podul Traian                                  | Bd. 16 decembrie 1989 (zona pieței Sf. Maria) cu Parcul Central și Parcul Catedralei | 4,16 km                          | Pod rutier + linii de tramvai                             |
| 10.      | Podul metalic                       | Podul metalic                                 | Ady Endre cu Andrei Mureșanu                                                         | 4,70 km                          | Pod pietonal                                              |
| 11.      | Podul General Ioan Dragalina        | Podul Ștefan cel Mare                         | General Ioan Dragalina cu General Ioan Dragalina                                     | 5,13 km                          | Pod rutier + linii de tramvai                             |
| 12.      | Podul Eroilor                       | Podul Eroilor                                 | Iancu Văcărescu cu Dimitrie Bolintineanu                                             | 5,32 km                          | Pod rutier                                                |
| 13       | Podul Iuliu Maniu                   | Podul Muncii                                  | Iuliu Maniu cu George Pop de Băsești                                                 | 5,52 km                          | Pod rutier cu 4 benzi                                     |
| 14.      | Pasarela Gelu                       | Pasarela Gelu                                 | Crizantemelor cu Gelu                                                                | 5,98 km                          | Pod pietonal                                              |
| 15.      | Podul Modoș                         | Podul Modoș                                   | Zona str. Ioseph Gabriel cu zona str. Carpenului                                     | 7,17 km                          | Pod feroviar                                              |

Podul Modoș este singurul pod de cale ferată din Timișoara. Se află la kilometrul 7,17 al canalului Bega. Primul pod construit pe acest amplasament, și destinat traficului feroviar, datează din secolul al XIX-lea. Podul a fost refăcut în anul 1935. Structura metalică existentă astăzi a fost construită în anul 1980. La baza podului se mai pot vedea și astăzi fundația din cărămidă a vechiului pod. Actuala structură metalică are o lungime de 35 m și o lățime de 11, având două linii de cale ferată. Podul Modoș este cel mai vestic pod din Timișoara.
Linia C.F.R. care traversează Bega, se desparte în două magistrale la scurtă distanță după pod. Una din linii (linia secundară 926) pornește spre Gara Timișoara Vest, având capăt de linie localitatea Cruceni, iar cealaltă își continuă drumul spre Gara Timișoara Sud, ramificându-se la rândul ei în alte două linii, una spre Buziiaș (linia 918), iar cealaltă spre Belgrad (linia 922).
Podul Modoș este cunoscut timișorenilor și pentru numărul relativ mare de persoane care și-au luat viața de-a lungul timpului în zona podului.

## Industria

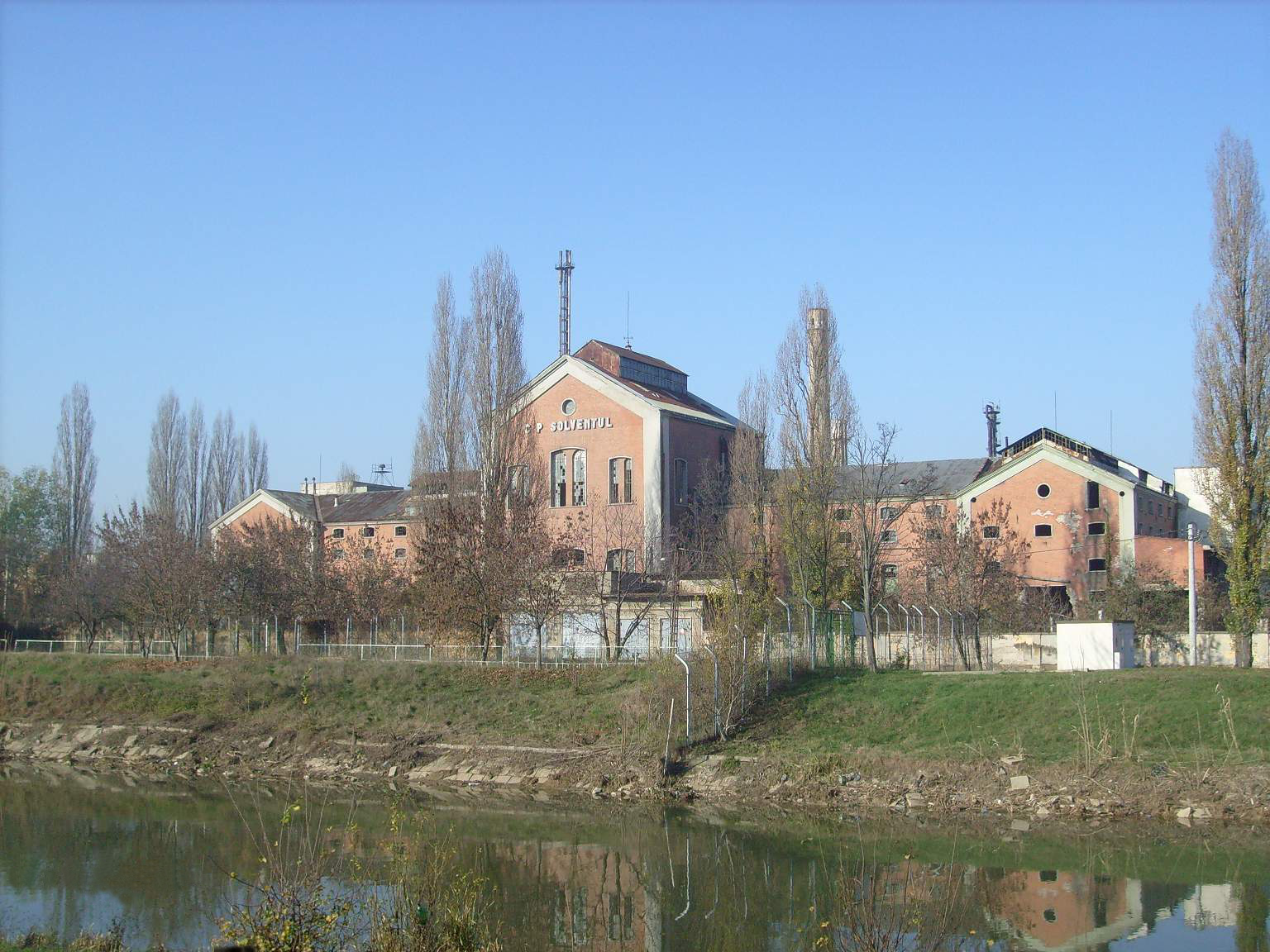
Combinatul Petrochimic Solventul din Timișoara. Inițial aici a fost Prima Rafinărie de Spirt)

Deoarece Canalul Bega facilita transportul mărfurilor, în zona adiacentă cursului de apă au apărut de-a lungul timpului o serie de fabrici și uzine. Acestea erau amplasate astfel încât distanța dintre halele de producție și malurile canalului să fie cât mai mică, iar încărcarea mărfurilor respectiv descărcarea materiilor prime să se poată face în condiții optime. În anul 1912, pe malurile Begăi se aflau o salbă de fabrici, recunoscute pentru produsele lor în întreg Imperiul Austro-Ungar. În cartierul Fabric, pe malul drept al Begăi își aveau sediul fabrici ca:
- Fabrica de Spirt Blau (în maghiară Blau-féle szeszgyár)
- Țesătoria de Bumbac (în maghiară Magyar gyapjú fonalgyár)
- Fabrica de Textile (în maghiară Textiliparárúgyár)

Mergând în aval, o altă mare zonă industrială a Timișoarei de atunci, era cartierul Josefin. Aici întâlneam fabrici precum:
- Fabrica de Pălării (în maghiară Kalapgyár)
- Fabrica de Furnir (în maghiară Nemezgyár)
- Moara Timișoara (în maghiară Temesvári műmalom)
- Fabrica de Tutun (în maghiară M. kir dohánygyár)
- Fabrica de Spirt (în maghiară Városi légszeszg yár)
- Prima Rafinărie de Spirt (în maghiară Első temesvári szeszfinomitó r. t.)
- Fabrica de Chibrituri (în maghiară Gyufagyár)

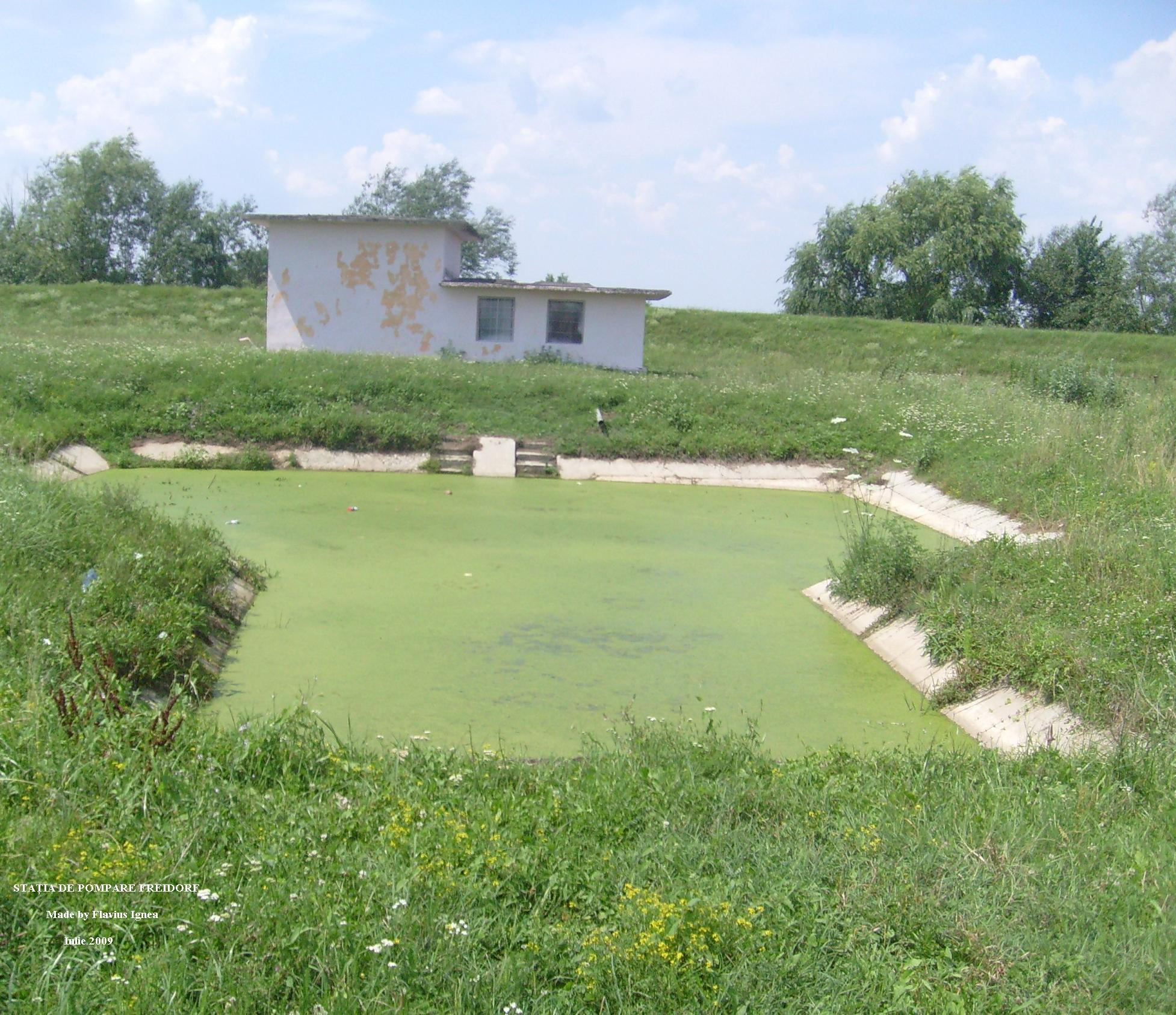
Stația de Pompare Freidorf

## Stații de Pompare
Pe lângă funcția de transport pe care o îndeplinește Canalul Bega, apele sale sunt utilizate și în agricultură. Odată cu socializarea agriculturii și crearea Colectivelor Agricole de Producție (C.A.P.) apele din Bega erau utilizate pentru irigarea unei suprafețe de circa 2075 ha, formate în principal din orezării și culturi legumicole. În acest scop, a fost creat un întreg sistem de stații de pompare pe Canalul Bega. Aceste stații, pe lângă utilizarea lor în irigații, sunt folosite și în caz de inundații pentru a prelua apa din Bega și a o conduce pe câmpuri, reducând astfel viiturile. Un alt scop pentru care au fost create stațiile de pompare, este acel al desecării. Se știe că terenurile din Banat sunt mlăștinoase, tocmai de aceea surplusul de apă este pompat în Canalul Bega.

| Nr. Crt. | Nume                      | Localitate           | Mal   | Observații                                                                                         |
| -------- | ------------------------- | -------------------- | ----- | -------------------------------------------------------------------------------------------------- |
| 1.       | S.P. Solventul            | Timișoara            | Drept | În trecut folosită în scop industrial. În prezent nefuncțională.                                   |
| 2.       | S.P. C.E.T. Timișoara Sud | Timișoara            | Stâng | Utilizată pentru aprovizionarea cu apă a C.E.T. Timișoara Sud                                      |
| 3.       | S.P. Freidorf             | Freidorf (Timișoara) | Stâng | În prezent nu funcționează.                                                                        |
| 4.       | S.P.Utvin                 | Utvin                | Drept | În prezent nu funcționează.                                                                        |
| 5.       | S.P. Sânmihaiu Român      | Sânmihaiu Român      | Stâng | Se află lângă ecluză. Este în stare de funcționare.                                                |
| 6.       | S.P. Uivar                | Uivar                | Stâng | Se află lângă ecluză. Este în stare de funcționare.                                                |
| 7.       | S.P. Pustiniș             | Pustiniș             | Drept | Se află în stare de funcționare.                                                                   |
| 8.       | S.P. Otelec I             | Otelec               | Stâng | Avariată la inundațiile din 2005. Modernizată, în stare de funcționare. Stație de mare capacitate. |
| 9.       | S.P. Otelec II            | Otelec               | Drept | Se află în stare de funcționare.                                                                   |